# Discovery Health Channel
Discovery Health Channel fue un canal de televisión por suscripción estadounidense. Lanzado en julio de 1998, fue propiedad de Discovery Communications como un spin-off de Discovery Channel, y se centró en la programación orientada a la salud y el bienestar.
Al principio, la programación de DHC consistía en reposiciones de programación con temas médicos y de salud de otras redes Discovery, particularmente TLC. A medida que la red maduró, comenzó a producir su propia serie de realidad, principalmente sobre bebés (Bebés: parto especial, día de nacimiento), cuerpos (Cirugía plástica: antes y después, National Body Challenge) y medicina (The Critical Hour, Dr. G: médico forense). DHC también mostró episodios de la serie de drama médico de CBS Chicago Hope de forma semi-regular. DHC también transmitió programación relacionada con el fitness, la mayoría de la cual luego se derivó a su cadena hermana FitTV. DHC ganó su primer Emmy diurno en 2004 por su serie original sobre familias adoptivas, Adoption Stories.
El 15 de enero de 2008, Discovery anunció una empresa conjunta con Harpo Productions de Oprah Winfrey para relanzar Discovery Health como OWN: The Oprah Winfrey Network, en 2009. Después de múltiples retrasos, OWN se lanzó oficialmente el 1 de enero de 2011, reemplazando a Discovery Health.
El 1 de febrero de 2011, FitTV pasó a llamarse Discovery Fit & Health. La cadena asumió inicialmente con la programación de Discovery Health y la programación de fitness de FitTV como un complemento. Fue relanzado en 2015 como Discovery Life, para reflejar una generalización de su alcance para incluir eventos de la vida e historias familiares.